# 23880 Tongil
23880 Tongil este un asteroid din centura principală de asteroizi.

## Descriere
23880 Tongil este un asteroid din centura principală de asteroizi. A fost descoperit pe 18 septembrie 1998 la Younchun de T. H. Lee. El prezintă o orbită caracterizată de o semiaxă mare de 2,67 ua, o excentricitate de 0,17 și o înclinație de 12,8° în raport cu ecliptica.